# Reberger
Reberger ist eine Rotweinsorte mit mittlerer Widerstandsfähigkeit gegen den Echten und Falschen Mehltau. Die Kreuzung dieser Neuzüchtung erfolgte 1986 am Institut für Rebenzüchtung Geilweilerhof zwischen den Sorten Regent und Lemberger. Der Sortenschutz wurde 2004 erteilt.
Durch seine Widerstandsfähigkeit gegen die Mehltaupilze kann der Pflanzenschutz um 60 bis 80 % im Vergleich zu traditionellen Rebsorten reduziert werden. Dank seiner festen Beerenhäute tritt ein Befall durch die Grauschimmelfäule nur sehr selten auf.
Die farbintensiven Weine werden als kräftig und nachhaltig mit gut eingebundenen Tanninen und feinen Fruchtaromen beschrieben und erinnert vom Typ vielfach an Lemberger.